# Famille Ab Yberg
La famille Ab Yberg est une famille bourgeoise de Schwytz. Quinze de ses membres ont exercé la charge de landamman de Schwytz.

## Histoire
Le premier membre cité de la famille est Konrad Ab Yberg en 1281. Il est le premier véritable landamman de Schwytz. Son fils Konrad II occupe la même position de 1309 à 1311. Konrad III, le fils du précédent est aussi landamman de 1341 à 1346, en 1349 et en 1373. Konrad Heinrich (1590-1670) occupe la même fonction de 1654 à 1656.

## Généalogie
- Ulrich Ab Yberg
  - Konrad Ab Yberg
    - Ulrich Ab Yberg
    - Konrad Ab Yberg
      - Konrad Ab Yberg

## Pour approfondir

#### Ouvrages
- « Abyberg, Ab Iberg, Ab Yberg, Abiberg », dans Marcel Godet, Henri Türler et Victor Attinger, Dictionnaire historique & biographique de la Suisse (Volume 1), Neuchâtel, 1921 (lire en ligne), p. 46-48